# HD 98649
HD 98649 är en ensam stjärna, belägen i den södra delen av stjärnbilden Bägaren. Den har en skenbar magnitud av ca 8,00 och kräver åtminstone en stark handkikare eller ett mindre teleskop för att kunna observeras. Baserat på parallaxmätning inom Hipparcosuppdraget på ca 23,7 mas, beräknas den befinna sig på ett avstånd på ca 138 ljusår (ca 42 parsek) från solen. Den rör sig bort från solen med en heliocentrisk radialhastighet på ca 4 km/s.

## Egenskaper
HD 98649 är en gul till vit stjärna i huvudserien av spektralklass G3/G5 V. Den har en massa och en radie som är lika med  solens och har 86 procent av solens utstrålning av energi från dess fotosfär vid en effektiv temperatur på ca 5 750 K, varför den klassificeras som en solliknande stjärna.

## Planetsystem
Åren 1998 till 2012 var HD 98649 under övervakning från "CORALIE echelle spectrograph på La Silla Observatory". År 2012 upptäcktes med hjälp av mätning av radialhastighet en planet med långsträckt omloppsbana. Upptäckarna noterade, "HD 98649 b är i topp fem av den mest excentriska planetbanan och den mest excentriska planeten känd med en omloppsperiod som är större än 600 dygn." Anledningen till denna excentricitet är okänd. 
De anger den också som en "kandidat för direkt avbildning", när den väl har kommit ut till "10,4 AE vid apoastron" och en separation 250 mas från stjärnan sett från Jorden. Planeten har en massa lika med 6,8 ± 0,5 av jordmassor, en omloppsperiod på ca 4 950 dygn och en excentricitet av 0,85 ± 0,05.